# Echo (You and I)
《Echo (You and I)》는 인도네시아의 가수 앙군의 노래로, 유로비전 송 콘테스트 2012의 참가곡이다.

## 곡 목록
- Digital Download[1][2]

1. "Echo (You and I)" – 3:03